# Hans-Jörg Sigwart
Hans-Jörg Sigwart (* 1969) ist ein deutscher Politikwissenschaftler und Hochschullehrer.

## Leben und Wirken
Sigwart studierte von 1992 bis 1998 die Fächer Politikwissenschaft, Neuere und Neueste Geschichte sowie Soziologie an der Friedrich-Alexander-Universität Erlangen-Nürnberg (FAU) und an der Universität Padua in Italien. Nach Studien- und Forschungsaufenthalte an der Louisiana State University in Baton Rouge/USA und der Hoover Institution der Stanford University in Palo Alto/USA sowie Tätigkeiten als Wissenschaftlicher Mitarbeiter unter anderem wiederum am Institut für Politische Wissenschaft der FAU, promovierte Sigwart dort im Juli 2003. Anschließend wurde er an der FAU von 2004 bis 2010 als Wissenschaftlicher Assistent übernommen und übernahm zwischenzeitlich im Jahr 2007 eine Gastdozentur an der Universität Damaskus in Syrien. Im Februar 2010 habilitierte er sich an der Philosophischen Fakultät mit Fachbereich Theologie der FAU und wurde zwei Monate später zum Akademischen Oberrat befördert.
Nach einem kurzen Forschungsaufenthalt im September/Oktober 2012 an der Duke University in Durham/USA nahm Sigwart bis 2018 verschiedene Vertretungsprofessuren an der FAU, der Central European University und der RWTH Aachen wahr. Im Dezember 2018 wurde Sigwart zum ordentlichen Professor für Politische Wissenschaft an der RWTH Aachen mit dem Lehrgebiet „Politische Theorie und Ideengeschichte“ ernannt.
Sigwart forscht zur Politischen Theorie des 20. und 21. Jahrhunderts, insbesondere zu politischen Wissensformen und demokratietheoretischen Fragen.

## Publikationen (Auswahl)
- Das Politische und die Wissenschaft : intellektuell-biographische Studien zum Frühwerk von Eric Voegelins, Königshausen & Neumann, Würzburg 2005 ISBN  	978-3-8260-2808-3
- Politische Hermeneutik : Verstehen, Politik und Kritik bei John Dewey und Hannah Arendt, Königshausen & Neumann, Würzburg 2012 ISBN 978-3-8260-4705-3
- The Wandering Thought of Hannah Arendt, Palgrave Macmillan, London 2016. ISBN 978-1-137-48214-3